# قضية شمالية (فلم)
قضية شمالية (بالإنجليزية: A Northern Affair) هو فيلم درامي رومانسي غاني نيجيري صدر عام 2014 من إخراج ليلى دجانسي وبطولة جون دوميلو وجوزلين دوماس وكوفي أدجورلولو. فازت منتجة الفيلم بجائزة أكاديمية الأفلام الأفريقية لأفضل إنتاجٍ في حفل توزيع جوائز أكاديمية الأفلام الأفريقية في دورته العاشرة.

## القصّة
تتعرض قصّة الفيلم للعلاقة الرومانسية بين الممرضة إسابا جومو (تلعب دورها الممثلة جوسلين دوماس) والدكتور مانويل كواغراين (يلعب دوره الممثل جون دوميلو) اللذان يعملان معًا في عيادةٍ ما في قرية صيد نائية. يتعرض الاثنانِ للخطر عندما يتمُّ الكشفُ عن أسرارهما.

## طاقم التمثيل
هذه قائمةٌ بأبرز الممثلين والممثلات الذين شاركوا في تصوير الفيلم:
- جون دوميلو في دور مانويل كواغرين
- جوسلين دوماس في دور إسابا جومو
- كوفي أدجورلولو
- جون جيرمان
- راندال أوبينج ساكي
- إيدي كوفي
- بن تورتو
- بيرفرلي أفاجلو
- إيرين أسانتي
- مامي دوفي بواتينغ
- جيفتي تيمينج